# Geranium contortum
Geranium contortum är en näveväxtart som beskrevs av Christian Friedrich Frederik Ecklon och Carl Ludwig Philipp Zeyher. Geranium contortum ingår i släktet nävor, och familjen näveväxter. Inga underarter finns listade i Catalogue of Life.